# Игроки в шахматы
Игроки́ в ша́хматы (итал. I Giocatori di Scacchi или итал. Due giocatori di scacchi) — картина, атрибутируемая Лодовико Карраччи (итал. Carracci Ludovico, 1555—1619). Создана около 1590 года.

## История картины и её атрибуции
Размеры картины 85,3 на 106,3 сантиметров. Полотно принадлежит Берлинской картинной галерее (находящейся в составе Государственных музеев Берлина), inv. 1665. Долгое время картина хранилась в Kaiser Friedrich Museum (Магдебург, Германия). Техника — масляная живопись по холсту.
Итальянский искусствовед Роберто Лонги приписывал в 1947 году картину кремонскому художнику Антонио Кампи, брату знаменитого Джулио Кампи, (итал. Antonio Campi, около 1522—1587). Он осторожно датировал создание полотна широким отрезком времени с 1540 по 1587 год, однако эта точка зрения не устоялась. Также картина атрибутировалась болонскому маньеристу Бартоломео Пассаротти (итал. Bartolomeo Passerotti, 1529—1592), но и эта точка зрения не нашла поддержки у большинства историков искусства.
В настоящее время картина единодушно относится специалистами к творчеству Лодовико Карраччи и датируется временем около 1590 года. Горячим сторонником такой атрибуции является Гейл Файгенбаум. Последним по времени искусствоведом, выражавшим сомнение в такой атрибуции, был Алессандро Броги.

## «Игроки в шахматы» в контексте творчества художника

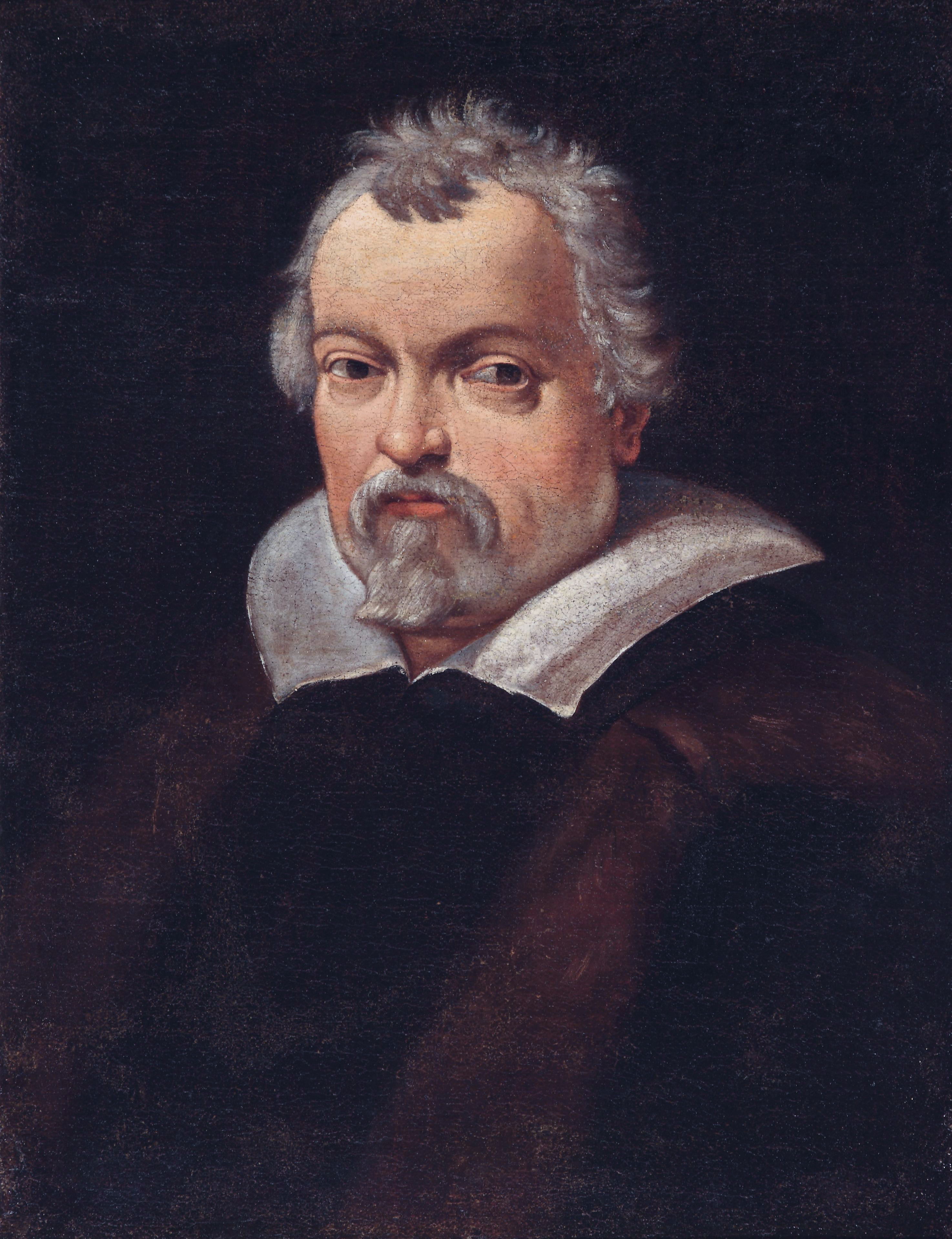
Лодовико Карраччи

Картина отражает основные принципы, заложенные в деятельности «Академии направленных на путь» (итал. Academia degli Incamminati). Могла быть создана как их сознательная иллюстрация. В этом отношении искусствовед Michael Fried называет картину эпохальным явлением.
Академия была создана Лодовико Карраччи и его двоюродными братьями, Агостино и Аннибале Карраччи в 1582 году. Была одной из провинциальных частных Академий этого времени. По позднему свидетельству 1678 года, здесь собирались художники для того, чтобы «рисовать живых людей, обнаженных целиком или частично, оружие, животных, фрукты, и, короче говоря, всё, что было сотворенным».
В программу обучения в Академии входили работы с натуры, лекции по перспективе, архитектуре и анатомии, проводились конкурсы рисунков среди учащихся. Основой обучения было стремление к соединению рисунка римской школы и колорита северного итальянского искусства. После ухода двоюродных братьев из Академии в середине 1590-х годов Людовико пытался придать «Академии направленных на путь» официальный статус, однако свидетельств его успеха в этом не сохранилось. По некоторым данным около 1603 года она объединилась с Болонской Компанией маляров. «Академия направленных на путь» была закрыта в 1620 году после смерти Лодовико.

## Сюжет картины
|   | a                                                                                     | b                                                                                     | c                                                                                     | d                                                                                     | e                                                                                     | f                                                                                     | g                                                                                     | h                                                                                     |   |
| - | ------------------------------------------------------------------------------------- | ------------------------------------------------------------------------------------- | ------------------------------------------------------------------------------------- | ------------------------------------------------------------------------------------- | ------------------------------------------------------------------------------------- | ------------------------------------------------------------------------------------- | ------------------------------------------------------------------------------------- | ------------------------------------------------------------------------------------- | - |
| 8 | e7 чёрный король · d6 чёрная пешка · g6 белый слон · h5 белая пешка · f4 белый король | e7 чёрный король · d6 чёрная пешка · g6 белый слон · h5 белая пешка · f4 белый король | e7 чёрный король · d6 чёрная пешка · g6 белый слон · h5 белая пешка · f4 белый король | e7 чёрный король · d6 чёрная пешка · g6 белый слон · h5 белая пешка · f4 белый король | e7 чёрный король · d6 чёрная пешка · g6 белый слон · h5 белая пешка · f4 белый король | e7 чёрный король · d6 чёрная пешка · g6 белый слон · h5 белая пешка · f4 белый король | e7 чёрный король · d6 чёрная пешка · g6 белый слон · h5 белая пешка · f4 белый король | e7 чёрный король · d6 чёрная пешка · g6 белый слон · h5 белая пешка · f4 белый король | 8 |
| 7 | e7 чёрный король · d6 чёрная пешка · g6 белый слон · h5 белая пешка · f4 белый король | e7 чёрный король · d6 чёрная пешка · g6 белый слон · h5 белая пешка · f4 белый король | e7 чёрный король · d6 чёрная пешка · g6 белый слон · h5 белая пешка · f4 белый король | e7 чёрный король · d6 чёрная пешка · g6 белый слон · h5 белая пешка · f4 белый король | e7 чёрный король · d6 чёрная пешка · g6 белый слон · h5 белая пешка · f4 белый король | e7 чёрный король · d6 чёрная пешка · g6 белый слон · h5 белая пешка · f4 белый король | e7 чёрный король · d6 чёрная пешка · g6 белый слон · h5 белая пешка · f4 белый король | e7 чёрный король · d6 чёрная пешка · g6 белый слон · h5 белая пешка · f4 белый король | 7 |
| 6 | e7 чёрный король · d6 чёрная пешка · g6 белый слон · h5 белая пешка · f4 белый король | e7 чёрный король · d6 чёрная пешка · g6 белый слон · h5 белая пешка · f4 белый король | e7 чёрный король · d6 чёрная пешка · g6 белый слон · h5 белая пешка · f4 белый король | e7 чёрный король · d6 чёрная пешка · g6 белый слон · h5 белая пешка · f4 белый король | e7 чёрный король · d6 чёрная пешка · g6 белый слон · h5 белая пешка · f4 белый король | e7 чёрный король · d6 чёрная пешка · g6 белый слон · h5 белая пешка · f4 белый король | e7 чёрный король · d6 чёрная пешка · g6 белый слон · h5 белая пешка · f4 белый король | e7 чёрный король · d6 чёрная пешка · g6 белый слон · h5 белая пешка · f4 белый король | 6 |
| 5 | e7 чёрный король · d6 чёрная пешка · g6 белый слон · h5 белая пешка · f4 белый король | e7 чёрный король · d6 чёрная пешка · g6 белый слон · h5 белая пешка · f4 белый король | e7 чёрный король · d6 чёрная пешка · g6 белый слон · h5 белая пешка · f4 белый король | e7 чёрный король · d6 чёрная пешка · g6 белый слон · h5 белая пешка · f4 белый король | e7 чёрный король · d6 чёрная пешка · g6 белый слон · h5 белая пешка · f4 белый король | e7 чёрный король · d6 чёрная пешка · g6 белый слон · h5 белая пешка · f4 белый король | e7 чёрный король · d6 чёрная пешка · g6 белый слон · h5 белая пешка · f4 белый король | e7 чёрный король · d6 чёрная пешка · g6 белый слон · h5 белая пешка · f4 белый король | 5 |
| 4 | e7 чёрный король · d6 чёрная пешка · g6 белый слон · h5 белая пешка · f4 белый король | e7 чёрный король · d6 чёрная пешка · g6 белый слон · h5 белая пешка · f4 белый король | e7 чёрный король · d6 чёрная пешка · g6 белый слон · h5 белая пешка · f4 белый король | e7 чёрный король · d6 чёрная пешка · g6 белый слон · h5 белая пешка · f4 белый король | e7 чёрный король · d6 чёрная пешка · g6 белый слон · h5 белая пешка · f4 белый король | e7 чёрный король · d6 чёрная пешка · g6 белый слон · h5 белая пешка · f4 белый король | e7 чёрный король · d6 чёрная пешка · g6 белый слон · h5 белая пешка · f4 белый король | e7 чёрный король · d6 чёрная пешка · g6 белый слон · h5 белая пешка · f4 белый король | 4 |
| 3 | e7 чёрный король · d6 чёрная пешка · g6 белый слон · h5 белая пешка · f4 белый король | e7 чёрный король · d6 чёрная пешка · g6 белый слон · h5 белая пешка · f4 белый король | e7 чёрный король · d6 чёрная пешка · g6 белый слон · h5 белая пешка · f4 белый король | e7 чёрный король · d6 чёрная пешка · g6 белый слон · h5 белая пешка · f4 белый король | e7 чёрный король · d6 чёрная пешка · g6 белый слон · h5 белая пешка · f4 белый король | e7 чёрный король · d6 чёрная пешка · g6 белый слон · h5 белая пешка · f4 белый король | e7 чёрный король · d6 чёрная пешка · g6 белый слон · h5 белая пешка · f4 белый король | e7 чёрный король · d6 чёрная пешка · g6 белый слон · h5 белая пешка · f4 белый король | 3 |
| 2 | e7 чёрный король · d6 чёрная пешка · g6 белый слон · h5 белая пешка · f4 белый король | e7 чёрный король · d6 чёрная пешка · g6 белый слон · h5 белая пешка · f4 белый король | e7 чёрный король · d6 чёрная пешка · g6 белый слон · h5 белая пешка · f4 белый король | e7 чёрный король · d6 чёрная пешка · g6 белый слон · h5 белая пешка · f4 белый король | e7 чёрный король · d6 чёрная пешка · g6 белый слон · h5 белая пешка · f4 белый король | e7 чёрный король · d6 чёрная пешка · g6 белый слон · h5 белая пешка · f4 белый король | e7 чёрный король · d6 чёрная пешка · g6 белый слон · h5 белая пешка · f4 белый король | e7 чёрный король · d6 чёрная пешка · g6 белый слон · h5 белая пешка · f4 белый король | 2 |
| 1 | e7 чёрный король · d6 чёрная пешка · g6 белый слон · h5 белая пешка · f4 белый король | e7 чёрный король · d6 чёрная пешка · g6 белый слон · h5 белая пешка · f4 белый король | e7 чёрный король · d6 чёрная пешка · g6 белый слон · h5 белая пешка · f4 белый король | e7 чёрный король · d6 чёрная пешка · g6 белый слон · h5 белая пешка · f4 белый король | e7 чёрный король · d6 чёрная пешка · g6 белый слон · h5 белая пешка · f4 белый король | e7 чёрный король · d6 чёрная пешка · g6 белый слон · h5 белая пешка · f4 белый король | e7 чёрный король · d6 чёрная пешка · g6 белый слон · h5 белая пешка · f4 белый король | e7 чёрный король · d6 чёрная пешка · g6 белый слон · h5 белая пешка · f4 белый король | 1 |
|   | a                                                                                     | b                                                                                     | c                                                                                     | d                                                                                     | e                                                                                     | f                                                                                     | g                                                                                     | h                                                                                     |   |

Скромно, но изящно одетые персонажи на картине не относятся к аристократической элите общества, а несколько монет на столе предполагают, что эти люди играют в шахматы на деньги. Рядом с доской лежат две монеты: вероятно, это — ставка на победу в партии. На первый план художником выносится интеллектуальный и финансовый аспекты поединка. Персонажи поглощены анализом позиции и не обращают внимания на окружающий их мир. Присутствует тонкая игра света и тени.
Декоративная собака (изображения домашних питомцев именно декоративных пород достаточно часто присутствуют на подобных картинах) выразительно смотрит на зрителя, словно охраняя от внешнего вторжения размышления героев. Животное обычно представляет собой антитезу к человеческому разуму, связывает зрителя с царством мысли на картине, а также с собственным сатирическим взглядом художника на изображённую ситуацию.
Интерьер помещения украшает кожаный настенный орнамент (со стилизованным позолоченным растительным узором) и восточная («турецкая») тканая скатерть стола с геометрическим узором. Стол, судя по его размеру и форме, явно предназначен именно для игры в шахматы (или в другие настольные игры). Персонажи демонстративно не сняли свои шляпы, что позволяет сделать вывод о достаточно низком социальном статусе и публичном характере места действия картины (трактир, кафе, клуб; возможно, именно поэтому персонажи сидят так близко к стене). Νικόλας Σφήκας предполагает, что действие происходит в жилых апартаментах, а хозяина собаки даже называет их владельцем, но это явное заблуждение.
Шахматист, сидящий слева в тени, повернулся боком к зрителю. Его правая рука лежит на шахматной доске, очевидно, что он делает ход (как предполагал Гейл Файгенбаум, в его руке находится слон, однако направление движения фигуры — вперёд, а не по диагонали; поэтому именно такая фигура исключена). Всего на доске пять фигур, сохранность красочного слоя плохая, но можно чётко определить поля, на которых стоят фигуры, ход, который делает персонаж (фигура передвигается с f4 на f5), а также реконструировать позицию. Партия, изображённая на картине, близка к завершению, на доске эндшпиль. Противник справа развернулся в профиль на три четверти, его фигура хорошо освещена.
Удивляет полное отсутствие на столе снятых с доски фигур.

## Интересные факты
- Картина изображена на марке Никарагуа в 1 сентаво, выпущенной в 1976 году к XXII Шахматной олимпиаде[10][11][12].